# 栘𣐿属
栘𣐿属（学名：Docynia）為蔷薇科之一植物屬。該植物於植物分類表上，歸於被子植物門（Angiospermae）薔薇亞綱（Rosidae）蘋果亞科（Pomoideae），同科者尚有木瓜屬（Chaenomeles Lindl）、梨屬（Pyrus L.）等等。

## 物种
本属包括以下物种：
- 云南栘𣐿 Docynia delavayi
- 栘𣐿 Docynia indica
- 长爪栘𣐿 Docynia longiunguis